# Phyllotis
Phyllotis là một chi động vật có vú trong họ Cricetidae, bộ Gặm nhấm. Chi này được Waterhouse miêu tả năm 1837. Loài điển hình của chi này là Mus darwini Waterhouse, 1837.

## Các loài
Chi này gồm 24 loài::
- Phyllotis alisosiensis
- Phyllotis amicus
- Phyllotis andium
- Phyllotis anitae
- Phyllotis bonariensis
- Phyllotis camiari
- Phyllotis caprinus
- Phyllotis darwini
- Phyllotis definitus
- Phyllotis gerbillus
- Phyllotis haggardi
- Phyllotis limatus
- Phyllotis magister
- Phyllotis nogalari
- Phyllotis occidens
- Phyllotis osgoodi
- Phyllotis osilae
- Phyllotis pearsoni
- Phylloris pehuenche
- Phyllotis rupestris
- Phyllotis stenops
- Phyllotis tucumanus
- Phyllotis vaccarum
- Phyllotis xanthopygus